# Долгирев, Виктор Андреевич
Ви́ктор Андре́евич Долгирев (7 апреля 1937, Москва — 23 января 2000, Пушкино, Пушкинский район) — советский и российский педагог, краевед, создатель музея краеведения в школе № 5 города Пушкино.

## Биография
Родился 7 апреля 1937 года в Москве. Отец был репрессирован; в 1947 году с матерью и отчимом поселился в городе Пушкино, где и жил до конца жизни.
Закончил филологический факультет Московского педагогического института имени Н. К. Крупской.
С 1965 года работал учителем немецкого языка в школах города Пушкино, был завучем, директором школы, а с 1973 года снова учителем.
Увлёкся краеведением, печатался в районной газете «Маяк», активный участник общества ВООПИиК.
В 1984 году инициировал создание при школе № 5 музея туризма и краеведения. Провёл в школах десятки практических конференций, вечеров встреч, устраивал коллективные с учениками походы по окрестностям города Пушкино и по городам Московской области.
Умер 23 января 2000 года в Пушкино.

## Награды
Награждён медалью «Ветеран труда» (1986), отмечен знаком «За активную работу во ВООПИиК» (1988), юбилейной медалью «В память 850-летия Москвы» (1998).

## Краеведение
Автор книг по краеведению Пушкинской земли — города Пушкино и Пушкинского района Московской области.
- Утраченные памятники истории и культуры Пушкинской земли: монография — Москва: ТЕК, 1993 — 50 с.
- Пушкино в большой литературе — Издательство «ТЭК Лтд», 1993 — 79 с.
- Пушкинские вечности — Москва: Новый век, 1999. — 232 с.